# Alexeï Issaïev
Pour les articles homonymes, voir Issaïev.
Alexeï Mikhaïlovitch Issaïev (en russe : Алексе́й Миха́йлович Иса́ев), né le 24 octobre 1908 à Saint-Pétersbourg, décédé le 10 juin 1971 à Moscou, est un ingénieur soviétique spécialiste de la propulsion des fusées. Il dirige de 1947 à 1971 l'établissement OKB-2. Il est à l'origine de nombreux moteurs-fusées innovants utilisés pour la propulsion des missiles Scuds, des missiles balistiques mer-sol. Il développe avec son bureau d'études la majorité des moteurs-fusées embarqués sur les vaisseaux spatiaux habités, les satellites artificiels  et les  sondes interplanétaires du début de l'ère spatiale jusqu'à son décès.

## Formation
Issaïev a une formation initiale d'ingénieur des mines et travaille un certain temps dans ce domaine. Il se prend de passion pour l'aviation et devient en 1934 le directeur de l'usine d'aviation no 22 avant d'intégrer le bureau d'études de Victor Bolkhovitnov  où il est chargé de concevoir les trains d'atterrissage de différents bombardiers,.

## La motorisation de l'avion-fusée BI-1
En 1941 il est désigné pour travailler avec Alexandre Bereznyak sur le développement de l'avion-fusée BI-1. Il s'agit de développer un intercepteur léger capable de grimper très rapidement en altitude grâce à sa propulsion innovante. Ce projet devient hautement prioritaire à partir de l'invasion de l'Union soviétique par l'Allemagne en 1941. Le moteur-fusée D-1-A-1100, qui doit propulser le Bereznyak-Issaïev BI-1, est développé par Leonid Douchkine de l'institut de recherche RNII mais il ne fournit pas la puissance espérée. Issaïev développe un nouveau moteur-fusée avec l'aide de Valentin Glouchko à l'époque interné par le NKVD dans une charaska (prison dans laquelle  des ingénieurs et des techniciens travaillent sur des projets). Ce moteur sera testé avec succès à deux reprises sur l'avion BI-1. Issaïev va par la suite se spécialiser dans le développement de moteurs-fusées. En 1944 le bureau d'études de Bolkhovitnov  est regroupé avec le RNII pour former le NII-1.

## Spécialiste de la propulsion des missiles
En 1945 Issaïev fait partie des ingénieurs soviétiques  qui, après la défaite du régime nazi, sont chargés d'expertiser en Allemagne le missile V2, les avions-fusées et les missiles anti-aériens développés par les ingénieurs allemands et qui constituent à l'époque une avancée majeure dans le domaine. En 1948 il est nommé à la tête de son propre bureau d'étude OKB-2  créé au sein du NII-1 et basé à Kaliningrad. Cette structure devient, à compter de mai 1949, la section 9 du centre de recherches NII-88. Durant cette période Issaïev développe avec succès le moteur-fusée U-2000 utilisé par un missile surface-air puis le U-4000-2 utilisé par un missile mer-mer. Il tente de développer un moteur-fusée de 8 tonnes de poussée pour le missile 201 mais finalement celui-ci sera propulsé par un moteur utilisant 4 chambres de combustion fournissant deux tonnes de poussée chacune. La formule consistant à combiner plusieurs chambres de combustion associées à une seule alimentation par turbopompe sera reprise par Glouchko dans ses principales réalisations. En 1952 il met au point le premier système permettant de réduire les instabilités de combustion dans le cadre du développement du moteur du missile Krest. Le responsable de l'ensemble du programme des missiles balistiques, Sergueï Korolev, qui a remarqué cette innovation, lui confie le développement du moteur S2.253 du missile R-11 Scud. En 1954 il développe le moteur du deuxième étage du missile anti-aérien S-75 Dvina et le moteur à quatre chambres de combustion du missile de croisière Bouria. Pour les missiles balistiques mer-sol il parvient à réduire leur longueur en insérant les moteurs dans les réservoirs.

## Contributions au domaine spatial
La première réalisation dans le domaine spatial porte sur le développement de la rétrofusée du vaisseau Vostok qui volera à 104 reprises sur les vaisseaux Vostok, Voskhod et le satellite de reconnaissance Zenit. Par la suite il développe avec son bureau d'études la majorité des moteurs-fusées  embarqués sur les vaisseaux spatiaux habités, des satellites artificiels  et  sondes interplanétaires jusqu'à son décès. Le moteur KTDU qui peut être rallumé est décliné en différentes versions pour les sondes lunaires et interplanétaires. Il peut fournir une poussée d'une durée d'une fraction de seconde ou de plusieurs minutes. Le modèle KDTU-80 est utilisé sur les vaisseaux Soyouz TM et Progress M. Le moteur S5.66 est développé pour la station spatiale Saliout. Pour le lanceur lunaire N-1, Issaïev développe le moteur 11D56M de 15 tonnes de poussée, premier moteur soviétique utilisant oxygène et hydrogène liquide. À la suite de l'arrêt du programme lunaire en 1973, il n'entre pas en production mais en 1998 plusieurs moteurs sont vendus par la Russie à l'Inde, qui l'utilisera sur son lanceur GSLV en attendant la mise au point d'un moteur cryogénique national.  En 1967 le bureau d'études d'Isaeïev est renommé KBKhM. Issaïev meurt le 10 juin 1971 à Moscou.